# Список федеральных судов общей юрисдикции России
В список включены все федеральные суды общей юрисдикции, кроме военных судов.
Отмечены  изменения в системе федеральных судов общей юрисдикции с 1997 г., после вступления в силу Федерального конституционного закона от 31 декабря 1996 г. № 1-ФКЗ «О судебной системе Российской Федерации»  (введён в действие с 1 января 1997 г.), в соответствии с которым (ст. 17) федеральные суды создаются и упраздняются только федеральными законами.
Даты фактического упразднения судов отличаются от дат подписания соответствующих федеральных законов (указаны в тексте закона).

## Кассационные суды общей юрисдикции
- Первый кассационный суд общей юрисдикции (г. Саратов)
- Второй кассационный суд общей юрисдикции (г. Москва)
- Третий кассационный суд общей юрисдикции (г. Санкт-Петербург)
- Четвёртый кассационный суд общей юрисдикции (г. Краснодар)
- Пятый кассационный суд общей юрисдикции (г. Пятигорск)
- Шестой кассационный суд общей юрисдикции (г. Самара)
- Седьмой кассационный суд общей юрисдикции (г. Челябинск)
- Восьмой кассационный суд общей юрисдикции (г. Кемерово)
- Девятый кассационный суд общей юрисдикции (г. Владивосток)

## Апелляционные суды общей юрисдикции
- Первый апелляционный суд общей юрисдикции (г. Москва)
- Второй апелляционный суд общей юрисдикции (г. Санкт-Петербург)
- Третий апелляционный суд общей юрисдикции (г. Сочи)
- Четвёртый апелляционный суд общей юрисдикции (г. Нижний Новгород)
- Пятый апелляционный суд общей юрисдикции (г. Новосибирск)

## Верховные суды республик, краевые, областные, городов федерального значения, автономной области и автономных округов суды
- Верховный суд Республики Адыгея
- Верховный суд Республики Алтай
- Верховный суд Республики Башкортостан
- Верховный суд Республики Бурятия
- Верховный суд Республики Дагестан
- Верховный суд Донецкой Народной Республики (создан Федеральным законом от 3 апреля 2023 г. № 85-ФЗ)
- Верховный суд Республики Ингушетия
- Верховный суд Кабардино-Балкарской Республики
- Верховный суд Республики Калмыкия
- Верховный суд Карачаево-Черкесской Республики
- Верховный суд Республики Карелия
- Верховный суд Республики Коми
- Верховный суд Республики Крым
- Верховный суд Луганской Народной Республики (создан Федеральным законом от 3 апреля 2023 г. № 86-ФЗ)
- Верховный суд Республики Марий Эл
- Верховный суд Республики Мордовия
- Верховный суд Республики Саха (Якутия)
- Верховный суд Республики Северная Осетия — Алания
- Верховный суд Республики Татарстан
- Верховный суд Республики Тыва
- Верховный суд Удмуртской Республики
- Верховный суд Республики Хакасия
- Верховный суд Чеченской Республики
- Верховный суд Чувашской Республики — Чувашии
- Алтайский краевой суд
- Забайкальский краевой суд (создан Федеральным законом от 14 марта 2009 г. № 33-ФЗ)
- Камчатский краевой суд (создан Федеральным законом от 13 февраля 2008 г. № 4-ФЗ)
- Краснодарский краевой суд
- Красноярский краевой суд
- Пермский краевой суд (создан Федеральным законом от 4 ноября 2006 г. № 187-ФЗ)
- Приморский краевой суд
- Ставропольский краевой суд
- Хабаровский краевой суд
- Амурский областной суд
- Архангельский областной суд
- Астраханский областной суд
- Белгородский областной суд
- Брянский областной суд
- Владимирский областной суд
- Волгоградский областной суд
- Вологодский областной суд
- Воронежский областной суд
- Запорожский областной суд (создан Федеральным законом от 3 апреля 2023 г. № 87-ФЗ)
- Ивановский областной суд
- Иркутский областной суд
- Калининградский областной суд
- Калужский областной суд
- Кемеровский областной суд
- Кировский областной суд
- Костромской областной суд
- Курганский областной суд
- Курский областной суд
- Ленинградский областной суд
- Липецкий областной суд
- Магаданский областной суд
- Московский областной суд
- Мурманский областной суд
- Нижегородский областной суд
- Новгородский областной суд
- Новосибирский областной суд
- Омский областной суд
- Оренбургский областной суд
- Орловский областной суд
- Пензенский областной суд
- Псковский областной суд
- Ростовский областной суд
- Рязанский областной суд
- Самарский областной суд
- Саратовский областной суд
- Сахалинский областной суд
- Свердловский областной суд
- Смоленский областной суд
- Тамбовский областной суд
- Тверской областной суд
- Томский областной суд
- Тульский областной суд
- Тюменский областной суд
- Ульяновский областной суд
- Херсонский областной суд (создан Федеральным законом от 3 апреля 2023 г. № 88-ФЗ)
- Челябинский областной суд
- Ярославский областной суд
- Московский городской суд
- Санкт-Петербургский городской суд
- Севастопольский городской суд
- Суд Еврейской автономной области
- Суд Ненецкого автономного округа (создан Федеральным законом от 27 декабря 2000 г. № 160-ФЗ)
- Суд Ханты-Мансийского автономного округа — Югры
- Суд Чукотского автономного округа
- Суд Ямало-Ненецкого автономного округа

## Районные, межрайонные и городские суды

### Республика Адыгея
- Гиагинский районный суд
- Кошехабльский районный суд
- Красногвардейский районный суд
- Майкопский городской суд
- Майкопский районный суд
- Тахтамукайский районный суд
- Теучежский районный суд
- Шовгеновский районный суд

### Республика Алтай
- Горно-Алтайский городской суд
- Кош-Агачский районный суд
- Майминский районный суд
- Онгудайский районный суд
- Турочакский районный суд
- Улаганский районный суд
- Усть-Канский районный суд
- Усть-Коксинский районный суд
- Чемальский районный суд
- Чойский районный суд
- Шебалинский районный суд

### Республика Башкортостан
- Абзелиловский районный суд
- Альшеевский районный суд
- Баймакский районный суд
- Белебеевский городской суд
- Благовещенский районный суд
- Давлекановский районный суд
- Демский районный суд г. Уфы
- Дюртюлинский районный суд
- Илишевский районный суд
- Ишимбайский городской суд
- Калининский районный суд г. Уфы
- Кировский районный суд г. Уфы
- Кушнаренковский районный суд
- Ленинский районный суд г. Уфы
- Мелеузовский районный суд
- Нефтекамский городской суд
- Октябрьский городской суд
- Октябрьский районный суд г. Уфы
- Орджоникидзевский районный суд г. Уфы
- Салаватский городской суд
- Сибайский городской суд
- Советский районный суд г. Уфы
- Стерлитамакский городской суд
- Уфимский районный суд
- Учалинский районный суд
- Чишминский районный суд
- Янаульский районный суд
- Балтачевский межрайонный суд (создан Федеральным законом от 1 декабря 2014 г. № 395-ФЗ)[1]
- Белокатайский межрайонный суд (создан Федеральным законом от 1 декабря 2014 г. № 395-ФЗ)[2]
- Белорецкий межрайонный суд (создан Федеральным законом от 1 декабря 2014 г. № 395-ФЗ)[3]
- Бижбулякский межрайонный суд (создан Федеральным законом от 1 декабря 2014 г. № 395-ФЗ)[4]
- Бирский межрайонный суд (создан Федеральным законом от 1 декабря 2014 г. № 395-ФЗ)[5]
- Благоварский межрайонный суд (создан Федеральным законом от 1 декабря 2014 г. № 395-ФЗ)[6]
- Гафурийский межрайонный суд (создан Федеральным законом от 1 декабря 2014 г. № 395-ФЗ)[7]
- Зилаирский межрайонный суд (создан Федеральным законом от 1 декабря 2014 г. № 395-ФЗ)[8]
- Иглинский межрайонный суд (создан Федеральным законом от 1 декабря 2014 г. № 395-ФЗ)[9]
- Караидельский межрайонный суд (создан Федеральным законом от 1 декабря 2014 г. № 395-ФЗ)[10]
- Кармаскалинский межрайонный суд (создан Федеральным законом от 1 декабря 2014 г. № 395-ФЗ)[11]
- Краснокамский межрайонный суд (создан Федеральным законом от 1 декабря 2014 г. № 395-ФЗ)[12]
- Кугарчинский межрайонный суд (создан Федеральным законом от 1 декабря 2014 г. № 395-ФЗ)[13]
- Кумертауский межрайонный суд (создан Федеральным законом от 1 декабря 2014 г. № 395-ФЗ)[14]
- Салаватский межрайонный суд (создан Федеральным законом от 1 декабря 2014 г. № 395-ФЗ)[15]
- Стерлибашевский межрайонный суд (создан Федеральным законом от 1 декабря 2014 г. № 395-ФЗ)[16]
- Туймазинский межрайонный суд (создан Федеральным законом от 1 декабря 2014 г. № 395-ФЗ)[17]
- Чекмагушевский межрайонный суд (создан Федеральным законом от 1 декабря 2014 г. № 395-ФЗ)[18]

### Республика Бурятия
- Баргузинский районный суд[19]
- Баунтовский районный суд
- Бичурский районный суд
- Гусиноозёрский городской суд
- Джидинский районный суд
- Еравнинский районный суд
- Железнодорожный районный суд г. Улан-Удэ
- Заиграевский районный суд
- Закаменский районный суд
- Иволгинский районный суд
- Кабанский районный суд
- Кяхтинский районный суд
- Муйский районный суд
- Мухоршибирский районный суд
- Октябрьский районный суд г. Улан-Удэ
- Прибайкальский районный суд
- Северобайкальский городской суд
- Советский районный суд г. Улан-Удэ
- Тарбагатайский районный суд
- Тункинский районный суд
- Хоринский районный суд (юрисдикция распространяется и на территорию Кижигинского района[20])

### Республика Дагестан
- Акушинский районный суд
- Ахтынский районный суд
- Бабаюртовский районный суд
- Ботлихский районный суд
- Буйнакский городской суд
- Буйнакский районный суд
- Гергебильский районный суд
- Городской суд г. Дагестанские Огни
- Гунибский районный суд
- Дербентский городской суд
- Дербентский районный суд
- Избербашский городской суд
- Казбековский районный суд
- Кайтагский районный суд
- Карабудахкентский районный суд
- Каспийский городской суд
- Каякентский районный суд
- Кизилюртовский городской суд
- Кизилюртовский районный суд
- Кизлярский городской суд
- Кизлярский районный суд
- Кировский районный суд г. Махачкалы
- Кумторкалинский районный суд
- Лакский районный суд
- Левашинский районный суд
- Ленинский районный суд г. Махачкалы
- Магарамкентский районный суд
- Новолакский районный суд
- Ногайский районный суд
- Сергокалинский районный суд
- Советский районный суд г. Махачкалы
- Сулейман-Стальский районный суд
- Табасаранский районный суд
- Тарумовский районный суд
- Тляратинский районный суд
- Унцукульский районный суд
- Хасавюртовский городской суд
- Хасавюртовский районный суд
- Хивский районный суд
- Хунзахский районный суд
- Шамильский районный суд

### Донецкая Народная Республика
Созданы Федеральным законом от 3 апреля 2023 г. № 85-ФЗ
- Буденновский межрайонный суд города Донецка
- Ворошиловский межрайонный суд города Донецка
- Кировский межрайонный суд города Донецка
- Горняцкий районный суд города Макеевки
- Центрально-Городской районный суд города Макеевки
- Жовтневый районный суд города Мариуполя
- Ильичевский районный суд города Мариуполя
- Орджоникидзевский районный суд города Мариуполя
- Приморский районный суд города Мариуполя
- Авдеевский городской суд
- Александровский районный суд
- Амвросиевский районный суд
- Артемовский городской суд
- Великоновоселковский районный суд
- Волновахский районный суд
- Володарский районный суд
- Горловский городской суд
- Дебальцевский городской суд
- Дзержинский городской суд
- Димитровский городской суд
- Добропольский городской суд
- Докучаевский городской суд
- Дружковский городской суд
- Енакиевский межрайонный суд
- Константиновский городской суд
- Краматорский городской суд
- Красноармейский городской суд
- Краснолиманский городской суд
- Марьинский районный суд
- Новоазовский районный суд
- Новогродовский городской суд
- Першотравневый районный суд
- Селидовский городской суд
- Славянский городской суд
- Старобешевский районный суд
- Тельмановский районный суд
- Угледарский городской суд
- Харцызский межрайонный суд
- Ясиноватский городской суд

### Республика Ингушетия[21]
- Джейрахский районный суд (создан Федеральным законом от 27 декабря 2000 г. № 161-ФЗ)
- Карабулакский районный суд (создан Федеральным законом от 27 декабря 2000 г. № 161-ФЗ)
- Магасский районный суд (создан Федеральным законом от 19 июля 2007 г. № 146-ФЗ)
- Малгобекский городской суд
- Назрановский районный суд
- Сунженский районный суд

### Кабардино-Балкарская Республика
- Баксанский районный суд
- Зольский районный суд
- Лескенский районный суд (создан Федеральным законом от 10 ноября 2004 г. № 138-ФЗ)
- Майский районный суд
- Нальчикский городской суд
- Прохладненский районный суд
- Баксанский городской суд (создан Федеральным законом от 10 ноября 2004 г. № 138-ФЗ)
- Терский районный суд
- Урванский районный суд
- Чегемский районный суд
- Черекский районный суд
- Эльбрусский районный суд

### Республика Калмыкия[22]
- Городовиковский районный суд
- Лаганский районный суд
- Малодербетовский районный суд[23]
- Приютненский районный суд[24]
- Сарпинский районный суд[25]
- Целинный районный суд
- Черноземельский районный суд
- Элистинский городской суд
- Юстинский районный суд
- Яшалтинский районный суд
- Яшкульский районный суд

### Карачаево-Черкесская Республика
- Адыге-Хабльский районный суд
- Зеленчукский районный суд
- Карачаевский городской суд
- Карачаевский районный суд
- Малокарачаевский районный суд
- Прикубанский районный суд
- Урупский районный суд
- Усть-Джегутинский районный суд
- Хабезский районный суд
- Черкесский городской суд

### Республика Карелия
- Беломорский районный суд
- Кемский городской суд
- Кондопожский городской суд
- Костомукшский городской суд
- Лахденпохский районный суд
- Лоухский районный суд
- Медвежьегорский районный суд
- Муезерский районный суд
- Олонецкий районный суд
- Петрозаводский городской суд
- Питкярантский городской суд
- Прионежский районный суд
- Пряжинский районный суд
- Пудожский районный суд
- Сегежский городской суд
- Сортавальский городской суд
- Суоярвский районный суд

### Республика Коми
- Воркутинский городской суд
- Вуктыльский городской суд
- Ижемский районный суд[26]
- Интинский городской суд
- Княжпогостский районный суд
- Корткеросский районный суд
- Печорский городской суд
- Прилузский районный суд
- Сосногорский городской суд
- Сыктывдинский районный суд
- Сыктывкарский городской суд
- Сысольский районный суд[27]
- Троицко-Печорский районный суд
- Удорский районный суд
- Усинский городской суд
- Усть-Вымский районный суд
- Усть-Куломский районный суд
- Ухтинский городской суд
- Эжвинский районный суд

### Республика Крым
Созданы Федеральным законом от 23 июня 2014 г. № 154-ФЗ
- Железнодорожный районный суд города Симферополя
- Киевский районный суд города Симферополя
- Центральный районный суд города Симферополя
- Алуштинский городской суд
- Армянский городской суд
- Бахчисарайский районный суд
- Белогорский районный суд
- Джанкойский районный суд
- Евпаторийский городской суд
- Керченский городской суд
- Кировский районный суд
- Красногвардейский районный суд
- Красноперекопский районный суд
- Ленинский районный суд
- Нижнегорский районный суд
- Первомайский районный суд
- Раздольненский районный суд
- Сакский районный суд
- Симферопольский районный суд
- Советский районный суд
- Судакский городской суд
- Феодосийский городской суд
- Черноморский районный суд
- Ялтинский городской суд
- Крымский гарнизонный военный суд

### Луганская Народная Республика
Созданы Федеральным законом от 3 апреля 2023 г. № 86-ФЗ
- Артемовский районный суд города Луганска
- Жовтневый районный суд города Луганска
- Каменнобродский районный суд города Луганска
- Ленинский районный суд города Луганска
- Алчевский городской суд
- Антрацитовский городской суд
- Беловодский районный суд
- Белокуракинский районный суд
- Брянковский городской суд
- Кировский городской суд
- Краснодонский городской суд
- Краснолучский городской суд
- Кременской районный суд
- Лисичанский городской суд
- Лутугинский районный суд
- Марковский районный суд
- Меловский районный суд
- Новоайдарский районный суд
- Новопсковский районный суд
- Первомайский городской суд
- Перевальский районный суд
- Ровеньковский городской суд
- Рубежанский городской суд
- Сватовский районный суд
- Свердловский городской суд
- Северодонецкий городской суд
- Славяносербский районный суд
- Станично-Луганский районный суд
- Старобельский районный суд
- Стахановский городской суд
- Троицкий районный суд

### Республика Марий Эл
- Волжский городской суд
- Горномарийский районный суд (создан Федеральным законом от 5 апреля 2010 г. № 53-ФЗ)
- Звениговский районный суд
- Йошкар-Олинский городской суд
- Медведевский районный суд
- Моркинский районный суд
- Сернурский районный суд
- Советский районный суд

### Республика Мордовия
- Ардатовский районный суд
- Атюрьевский районный суд
- Атяшевский районный суд
- Большеберезниковский районный суд
- Большеигнатовский районный суд
- Дубенский районный суд
- Ельниковский районный суд
- Зубово-Полянский районный суд
- Инсарский районный суд
- Ичалковский районный суд
- Кадошкинский районный суд
- Ковылкинский районный суд
- Кочкуровский районный суд
- Краснослободский районный суд
- Ленинский районный суд г. Саранска
- Лямбирский районный суд
- Октябрьский районный суд г. Саранска
- Пролетарский районный суд г. Саранска
- Ромодановский районный суд
- Рузаевский районный суд
- Старошайговский районный суд
- Темниковский районный суд
- Теньгушевский районный суд
- Торбеевский районный суд
- Чамзинский районный суд

### Республика Саха (Якутия)
- Алданский районный суд
- Булунский районный суд
- Верхневилюйский районный суд
- Верхнеколымский районный суд
- Вилюйский районный суд
- Кобяйский районный суд
- Ленский районный суд
- Мегино-Кангаласский районный суд (юрисдикция распространяется и на Амгинский улус (район))
- Мирнинский районный суд
- Намский районный суд
- Нерюнгринский городской суд
- Нюрбинский районный суд
- Оймяконский районный суд
- Олекминский районный суд
- Сунтарский районный суд
- Томпонский районный суд
- Усть-Алданский районный суд
- Усть-Майский районный суд
- Усть-Янский районный суд
- Хангаласский районный суд
- Чурапчинский районный суд
- Якутский городской суд

### Республика Северная Осетия — Алания[28]
- Алагирский районный суд
- Ардонский районный суд
- Дигорский районный суд (упразднен Федеральным законом от 5 апреля 2021 г. 62-ФЗ)
- Дигорский межрайонный суд (создан Федеральным законом от 5 апреля 2021 г. 62-ФЗ) (юрисдикция распространяется и на территорию Ирафского района)
- Ирафский районный суд (упразднен Федеральным законом от 5 апреля 2021 г. 62-ФЗ)
- Кировский районный суд
- Ленинский районный суд г. Владикавказа
- Моздокский районный суд
- Правобережный районный суд
- Пригородный районный суд
- Промышленный районный суд г. Владикавказа
- Советский районный суд г. Владикавказа

### Республика Татарстан
- Авиастроительный районный суд г. Казани
- Агрызский районный суд
- Азнакаевский городской суд
- Аксубаевский районный суд
- Актанышский районный суд
- Алексеевский районный суд
- Алькеевский районный суд
- Альметьевский городской суд
- Апастовский районный суд
- Арский районный суд
- Атнинский районный суд
- Бавлинский городской суд
- Балтасинский районный суд
- Бугульминский городской суд
- Буинский городской суд
- Вахитовский районный суд г. Казани
- Верхне-Услонский районный суд
- Высокогорский районный суд
- Дрожжановский районный суд
- Елабужский городской суд
- Заинский городской суд
- Зеленодольский городской суд
- Кайбицкий районный суд
- Камско-Устьинский районный суд
- Кировский районный суд г. Казани
- Кукморский районный суд
- Лаишевский районный суд
- Лениногорский городской суд
- Мамадышский районный суд
- Менделеевский районный суд
- Мензелинский районный суд
- Московский районный суд г. Казани
- Муслюмовский районный суд
- Набережночелнинский городской суд
- Нижнекамский городской суд
- Ново-Савиновский районный суд г. Казани
- Новошешминский районный суд
- Нурлатский районный суд
- Пестречинский районный суд
- Приволжский районный суд г. Казани
- Рыбно-Слободский районный суд
- Сабинский районный суд
- Сармановский районный суд
- Советский районный суд г. Казани
- Спасский районный суд
- Тетюшский районный суд
- Тукаевский районный суд
- Тюлячинский районный суд
- Черемшанский районный суд
- Чистопольский городской суд
- Ютазинский районный суд

### Республика Тыва
- Бай-Тайгинский районный суд
- Барун-Хемчикский районный суд
- Дзун-Хемчикский районный суд
- Каа-Хемский районный суд
- Кызылский городской суд
- Кызылский районный суд
- Монгун-Тайгинский районный суд
- Овюрский районный суд
- Пий-Хемский районный суд
- Сут-Хольский районный суд
- Тандинский районный суд
- Тере-Хольский районный суд (создан Федеральным законом от 30 июня 2005 г. № 73-ФЗ)
- Тес-Хемский районный суд
- Тоджинский районный суд
- Улуг-Хемский районный суд
- Чаа-Хольский районный суд
- Чеди-Хольский районный суд
- Эрзинский районный суд

### Удмуртская Республика
- Балезинский районный суд
- Воткинский районный суд (создан Федеральным законом от 30 сентября 2010 г. № 246-ФЗ)
- Глазовский районный суд (создан Федеральным законом от 30 сентября 2010 г. № 246-ФЗ)
- Завьяловский районный суд
- Игринский районный суд
- Индустриальный районный суд г. Ижевска
- Камбарский районный суд)
- Кезский районный суд
- Кизнерский районный суд
- Ленинский районный суд г. Ижевска
- Малопургинский районный суд
- Можгинский районный суд (создан Федеральным законом от 30 сентября 2010 г. № 246-ФЗ)
- Октябрьский районный суд г. Ижевска
- Первомайский районный суд г. Ижевска
- Сарапульский городской суд
- Сарапульский районный суд
- Сюмсинский районный суд
- Увинский районный суд
- Устиновский районный суд г. Ижевска
- Юкаменский районный суд
- Якшур-Бодьинский районный суд

### Республика Хакасия
- Абазинский районный суд (создан Федеральным законом от 30 июня 2005 г. № 72-ФЗ)
- Абаканский городской суд
- Алтайский районный суд
- Аскизский районный суд
- Бейский районный суд
- Боградский районный суд
- Орджоникидзевский районный суд
- Саяногорский городской суд
- Сорский районный суд (создан Федеральным законом от 30 июня 2005 г. № 72-ФЗ)
- Таштыпский районный суд
- Усть-Абаканский районный суд
- Черногорский городской суд
- Ширинский районный суд

### Чеченская Республика
- Ачхой-Мартановский районный суд
- Веденский районный суд
- Грозненский районный суд
- Гудермесский городской суд
- Заводской районный суд г. Грозного
- Ленинский районный суд г. Грозного
- Надтеречный районный суд
- Наурский районный суд
- Ножай-Юртовский районный суд
- Октябрьский районный суд г. Грозного
- Старопромысловский районный суд г. Грозного
- Урус-Мартановский городской суд
- Шалинский городской суд
- Шатойский районный суд
- Шелковской районный суд

### Чувашская Республика — Чувашия[29]
- Алатырский районный суд
- Батыревский районный суд
- Вурнарский районный суд
- Ибресинский районный суд
- Калининский районный суд г. Чебоксары
- Канашский районный суд
- Козловский районный суд
- Красноармейский районный суд
- Ленинский районный суд г. Чебоксары
- Мариинско-Посадский районный суд
- Моргаушский районный суд
- Московский районный суд г. Чебоксары
- Новочебоксарский городской суд
- Урмарский районный суд
- Цивильский районный суд
- Чебоксарский районный суд
- Шумерлинский районный суд
- Ядринский районный суд
- Яльчикский районный суд

### Алтайский край
- Алейский городской суд
- Алтайский районный суд
- Баевский районный суд
- Белокурихинский городской суд
- Бийский городской суд (создан Федеральным законом от 23 декабря 2010 г. № 374-ФЗ)
- Бийский районный суд
- Благовещенский районный суд
- Бурлинский районный суд
- Быстроистокский районный суд
- Волчихинский районный суд
- Егорьевский районный суд
- Ельцовский районный суд (упразднен Федеральным законом от 30 декабря 2021 г. № 456-ФЗ)
- Железнодорожный районный суд г. Барнаула
- Завьяловский районный суд
- Залесовский районный суд
- Заринский городской суд
- Заринский районный суд
- Змеиногорский городской суд
- Зональный районный суд
- Индустриальный районный суд г. Барнаула
- Калманский районный суд
- Каменский городской суд
- Ключевский районный суд
- Косихинский районный суд
- Красногорский районный суд
- Краснощёковский районный суд
- Крутихинский районный суд
- Кулундинский районный суд
- Курьинский районный суд
- Кытмановский районный суд
- Ленинский районный суд г. Барнаула
- Локтевский районный суд
- Мамонтовский районный суд
- Михайловский районный суд
- Новичихинский районный суд
- Новоалтайский городской суд
- Октябрьский районный суд г. Барнаула
- Павловский районный суд
- Панкрушихинский районный суд
- Петропавловский районный суд
- Поспелихинский районный суд
- Районный суд Немецкого национального района (создан Федеральным законом от 27 декабря 2000 г. № 158-ФЗ)
- Ребрихинский районный суд
- Родинский районный суд
- Романовский районный суд
- Рубцовский городской суд
- Рубцовский районный суд
- Славгородской городской суд
- Смоленский районный суд
- Советский районный суд
- Солонешенский районный суд
- Солтонский районный суд
- Табунский районный суд
- Тальменский районный суд
- Тогульский районный суд
- Топчихинский районный суд
- Третьяковский районный суд
- Троицкий районный суд
- Тюменцевский районный суд
- Угловский районный суд
- Усть-Калманский районный суд
- Усть-Пристанский районный суд
- Хабарский районный суд
- Целинный районный суд (юрисдикция распространяется и на территорию Ельцовского района)
- Центральный районный суд г. Барнаула
- Чарышский районный суд
- Шелаболихинский районный суд
- Шипуновский районный суд
- Яровской районный суд (создан Федеральным законом от 10 ноября 2003 г. № 137-ФЗ)

### Забайкальский край[30]
- Агинский районный суд
- Акшинский районный суд
- Александрово-Заводский районный суд
- Балейский городской суд
- Борзинский городской суд
- Газимуро-Заводский районный суд
- Дульдургинский районный суд
- Железнодорожный районный суд г. Читы
- Забайкальский районный суд
- Ингодинский районный суд г. Читы
- Каларский районный суд
- Калганский районный суд
- Карымский районный суд
- Краснокаменский городской суд
- Красночикойский районный суд
- Кыринский районный суд
- Могойтуйский районный суд
- Могочинский районный суд
- Нерчинский районный суд
- Нерчинско-Заводский районный суд
- Оловяннинский районный суд
- Ононский районный суд
- Петровск-Забайкальский городской суд
- Приаргунский районный суд
- Сретенский районный суд
- Тунгокоченский районный суд
- Улетовский районный суд
- Хилокский районный суд
- Центральный районный суд г. Читы
- Черновский районный суд г. Читы
- Чернышевский районный суд
- Читинский районный суд
- Шелопугинский районный суд
- Шилкинский районный суд

### Камчатский край[31]
- Вилючинский городской суд
- Елизовский районный суд
- Мильковский районный суд
- Олюторский районный суд (юрисдикция распространяется и на территорию Карагинского района)
- Пенжинский районный суд
- Петропавловск-Камчатский городской суд
- Тигильский районный суд
- Усть-Большерецкий районный суд
- Усть-Камчатский районный суд

### Краснодарский край
- Абинский районный суд
- Адлерский районный суд г. Сочи
- Анапский городской суд
- Анапский районный суд
- Апшеронский районный суд
- Армавирский городской суд
- Белоглинский районный суд
- Белореченский районный суд
- Брюховецкий районный суд
- Выселковский районный суд
- Геленджикский городской суд
- Горячеключевской городской суд
- Гулькевичский районный суд
- Динской районный суд
- Ейский городской суд
- Ейский районный суд
- Кавказский районный суд
- Калининский районный суд
- Каневской районный суд
- Кореновский районный суд
- Красноармейский районный суд
- Кропоткинский городской суд
- Крыловской районный суд
- Крымский районный суд
- Курганинский районный суд
- Кущевский районный суд
- Лабинский городской суд
- Лабинский районный суд
- Лазаревский районный суд г. Сочи
- Ленинградский районный суд
- Ленинский районный суд г. Краснодара
- Ленинский районный суд г. Новороссийска
- Мостовской районный суд
- Новокубанский районный суд
- Новопокровский районный суд
- Октябрьский районный суд г. Краснодара
- Октябрьский районный суд г. Новороссийска
- Отрадненский районный суд
- Павловский районный суд
- Первомайский районный суд г. Краснодара
- Прикубанский районный суд г. Краснодара
- Приморский районный суд г. Новороссийска
- Приморско-Ахтарский районный суд
- Северский районный суд
- Славянский городской суд
- Славянский районный суд
- Советский районный суд г. Краснодара
- Староминской районный суд
- Тбилисский районный суд
- Темрюкский районный суд
- Тимашевский районный суд
- Тихорецкий городской суд
- Тихорецкий районный суд
- Туапсинский городской суд
- Туапсинский районный суд
- Успенский районный суд
- Усть-Лабинский районный суд
- Хостинский районный суд г. Сочи
- Центральный районный суд г. Сочи
- Щербиновский районный суд

### Красноярский край[32]
- Абанский районный суд
- Ачинский городской суд
- Байкитский районный суд
- Балахтинский районный суд
- Березовский районный суд
- Бирилюсский районный суд
- Боготольский районный суд
- Богучанский районный суд
- Большемуртинский районный суд
- Большеулуйский районный суд
- Бородинский городской суд
- Дзержинский районный суд
- Дивногорский городской суд
- Диксонский районный суд
- Дудинский районный суд
- Емельяновский районный суд
- Енисейский районный суд
- Ермаковский районный суд
- Железногорский городской суд
- Железнодорожный районный суд г. Красноярска
- Зеленогорский городской суд
- Игарский городской суд
- Идринский районный суд
- Иланский районный суд
- Илимпийский районный суд
- Ирбейский районный суд
- Казачинский районный суд
- Канский городской суд
- Канский районный суд
- Каратузский районный суд
- Кежемский районный суд
- Кировский районный суд г. Красноярска
- Козульский районный суд
- Краснотуранский районный суд
- Курагинский районный суд
- Ленинский районный суд г. Красноярска
- Лесосибирский городской суд
- Манский районный суд
- Минусинский городской суд
- Мотыгинский районный суд
- Назаровский городской суд
- Нижнеингашский районный суд
- Новосёловский районный суд
- Норильский городской суд
- Октябрьский районный суд г. Красноярска
- Партизанский районный суд
- Пировский районный суд
- Рыбинский районный суд
- Саянский районный суд
- Свердловский районный суд г. Красноярска
- Северо-Енисейский районный суд
- Советский районный суд г. Красноярска
- Сосновоборский городской суд
- Сухобузимский районный суд
- Тасеевский районный суд
- Тунгусско-Чунский районный суд
- Туруханский районный суд
- Тюхтетский районный суд
- Ужурский районный суд
- Усть-Енисейский районный суд
- Уярский районный суд
- Хатангский районный суд
- Центральный районный суд г. Красноярска
- Шарыповский городской суд
- Шарыповский районный суд
- Шушенский районный суд

### Пермский край[33]
- Александровский городской суд
- Бардымский районный суд
- Березниковский городской суд[34]
- Большесосновский районный суд[35]
- Верещагинский районный суд[36]
- Гайнский районный суд
- Горнозаводский районный суд
- Губахинский городской суд[37]
- Дзержинский районный суд г. Перми
- Добрянский районный суд
- Ильинский районный суд
- Индустриальный районный суд г. Перми
- Карагайский районный суд
- Кизеловский городской суд
- Кировский районный суд г. Перми
- Косинский районный суд
- Кочевский районный суд
- Красновишерский районный суд
- Краснокамский городской суд
- Кудымкарский городской суд[38]
- Куединский районный суд
- Кунгурский городской суд[39]
- Ленинский районный суд г. Перми
- Лысьвенский городской суд
- Мотовилихинский районный суд г. Перми
- Нытвенский районный суд[40]
- Октябрьский районный суд
- Орджоникидзевский районный суд г. Перми
- Ординский районный суд[41]
- Осинский районный суд[42]
- Очёрский районный суд
- Пермский районный суд
- Свердловский районный суд г. Перми
- Соликамский городской суд
- Суксунский районный суд
- Чайковский городской суд
- Чердынский районный суд
- Чернушинский районный суд
- Чусовской городской суд
- Юрлинский районный суд

### Приморский край
- Анучинский районный суд
- Арсеньевский городской суд
- Артёмовский городской суд
- Дальнегорский районный суд
- Дальнереченский районный суд
- Кавалеровский районный суд
- Кировский районный суд
- Красноармейский районный суд
- Лазовский районный суд (упразднен Федеральным законом от 21 декабря 2021 г. № 412-ФЗ)
- Ленинский районный суд г. Владивостока
- Лесозаводский районный суд
- Михайловский районный суд
- Надеждинский районный суд
- Находкинский городской суд
- Октябрьский районный суд
- Ольгинский районный суд
- Партизанский городской суд
- Партизанский районный суд (юрисдикция распространяется и на территорию Лазовского района)
- Первомайский районный суд г. Владивостока
- Первореченский районный суд г. Владивостока
- Пограничный районный суд
- Пожарский районный суд
- Советский районный суд г. Владивостока
- Спасский районный суд
- Тернейский районный суд
- Уссурийский районный суд
- Фокинский городской суд
- Фрунзенский районный суд г. Владивостока
- Ханкайский районный суд
- Хасанский районный суд
- Хорольский районный суд
- Черниговский районный суд
- Чугуевский районный суд
- Шкотовский районный суд
- Яковлевский районный суд

### Ставропольский край
- Александровский районный суд
- Андроповский районный суд
- Апанасенковский районный суд
- Арзгирский районный суд
- Благодарненский районный суд
- Будённовский городской суд
- Георгиевский городской суд
- Грачевский районный суд
- Ессентукский городской суд
- Железноводский городской суд
- Изобильненский районный суд
- Ипатовский районный суд
- Кировский районный суд
- Кисловодский городской суд
- Кочубеевский районный суд
- Красногвардейский районный суд
- Курский районный суд
- Левокумский районный суд
- Ленинский районный суд г. Ставрополя
- Лермонтовский городской суд
- Минераловодский городской суд
- Невинномысский городской суд
- Нефтекумский районный суд
- Новоалександровский районный суд
- Новоселицкий районный суд
- Октябрьский районный суд г. Ставрополя
- Петровский районный суд
- Предгорный районный суд
- Промышленный районный суд г. Ставрополя
- Пятигорский городской суд
- Советский районный суд
- Степновский районный суд
- Труновский районный суд
- Туркменский районный суд
- Шпаковский районный суд

### Хабаровский край
- Амурский городской суд
- Аяно-Майский районный суд (упразднен Федеральным законом от 4 ноября 2019 г. № 350-ФЗ)
- Бикинский городской суд
- Ванинский районный суд
- Верхнебуреинский районный суд
- Вяземский районный суд
- Железнодорожный районный суд г. Хабаровска
- Индустриальный районный суд г. Хабаровска
- Кировский районный суд г. Хабаровска
- Комсомольский районный суд
- Краснофлотский районный суд г. Хабаровска
- Ленинский районный суд г. Комсомольска-на-Амуре
- Нанайский районный суд
- Николаевский-на-Амуре городской суд (юрисдикция распространяется и на территорию Аяно-Майского, Тугуро-Чумиканского и Охотского районов)
- Охотский районный суд (упразднен Федеральным законом от 27 октября 2020 г. № 343-ФЗ)
- Советско-Гаванский городской суд
- Солнечный районный суд (юрисдикция распространяется и на территорию района имени Полины Осипенко)
- Суд района им. Лазо
- Суд района им. П. Осипенко (упразднен Федеральным законом от 28 июня 2022 г.  № 188-ФЗ)
- Тугуро-Чумиканский районный суд (упразднен Федеральным законом от 4 ноября 2019 г. № 350-ФЗ)
- Ульчский районный суд
- Хабаровский районный суд
- Центральный районный суд г. Комсомольска-на-Амуре
- Центральный районный суд г. Хабаровска

### Амурская область
- Архаринский районный суд
- Белогорский городской суд
- Белогорский районный суд
- Благовещенский городской суд
- Благовещенский районный суд
- Бурейский районный суд
- Завитинский районный суд
- Зейский районный суд
- Ивановский районный суд
- Константиновский районный суд
- Магдагачинский районный суд
- Мазановский районный суд
- Михайловский районный суд
- Октябрьский районный суд
- Райчихинский городской суд
- Ромненский районный суд
- Свободненский городской суд
- Свободненский районный суд
- Селемджинский районный суд
- Серышевский районный суд
- Сковородинский районный суд
- Тамбовский районный суд
- Тындинский районный суд
- Шимановский районный суд

### Архангельская область
- Вельский районный суд
- Вилегодский районный суд
- Виноградовский районный суд
- Исакогорский районный суд г. Архангельска
- Коношский районный суд
- Коряжемский городской суд
- Котласский городской суд
- Котласский районный суд
- Красноборский районный суд
- Лешуконский районный суд
- Ломоносовский районный суд г. Архангельска
- Мирнинский городской суд
- Новодвинский городской суд
- Няндомский районный суд
- Октябрьский районный суд г. Архангельска
- Онежский городской суд
- Пинежский районный суд
- Плесецкий районный суд
- Приморский районный суд
- Северодвинский городской суд
- Соломбальский районный суд г. Архангельска
- Устьянский районный суд
- Холмогорский районный суд

### Астраханская область
- Ахтубинский районный суд (создан Федеральным законом от 23 декабря 2010 г. № 373-ФЗ)
- Володарский районный суд
- Енотаевский районный суд
- Икрянинский районный суд
- Камызякский районный суд
- Кировский районный суд г. Астрахани
- Красноярский районный суд
- Ленинский районный суд г. Астрахани
- Лиманский районный суд
- Наримановский районный суд
- Приволжский районный суд
- Советский районный суд г. Астрахани
- Трусовский районный суд г. Астрахани
- Харабалинский районный суд
- Черноярский районный суд

### Белгородская область
- Алексеевский районный суд (юрисдикция распространяется и на территорию Красненского района[43])
- Белгородский районный суд
- Борисовский районный суд
- Валуйский районный суд
- Вейделевский районный суд
- Волоконовский районный суд
- Грайворонский районный суд
- Губкинский городской суд (юрисдикция распространяется и на территорию Губкинского района)
- Ивнянский районный суд
- Корочанский районный суд
- Красногвардейский районный суд
- Новооскольский районный суд
- Октябрьский районный суд г. Белгорода
- Прохоровский районный суд
- Ракитянский районный суд (юрисдикция распространяется и на территорию Краснояружского района[43])
- Ровеньский районный суд
- Свердловский районный суд г. Белгорода
- Старооскольский городской суд
- Старооскольский районный суд
- Чернянский районный суд
- Шебекинский районный суд
- Яковлевский районный суд

### Брянская область
- Бежицкий районный суд г. Брянска
- Брасовский районный суд
- Брянский районный суд
- Володарский районный суд г. Брянска
- Выгоничский районный суд
- Дубровский районный суд
- Дятьковский городской суд
- Жуковский районный суд
- Злынковский районный суд
- Карачевский районный суд
- Клетнянский районный суд
- Климовский районный суд
- Клинцовский городской суд
- Клинцовский районный суд
- Комаричский районный суд
- Красногорский районный суд
- Мглинский районный суд
- Навлинский районный суд
- Новозыбковский городской суд
- Погарский районный суд
- Почепский районный суд
- Севский районный суд
- Сельцовский городской суд
- Советский районный суд г. Брянска
- Стародубский районный суд
- Суземский районный суд
- Суражский районный суд
- Трубчевский районный суд
- Унечский районный суд
- Фокинский районный суд г. Брянска

### Владимирская область
- Александровский городской суд
- Вязниковский городской суд
- Гороховецкий районный суд
- Гусь-Хрустальный городской суд
- Камешковский районный суд
- Киржачский районный суд
- Ковровский городской суд
- Кольчугинский городской суд
- Ленинский районный суд г. Владимира
- Меленковский районный суд
- Муромский городской суд
- Октябрьский районный суд г. Владимира
- Петушинский районный суд
- Селивановский районный суд
- Собинский городской суд
- Судогодский районный суд
- Суздальский районный суд
- Фрунзенский районный суд г. Владимира
- Юрьев-Польский районный суд

### Волгоградская область
- Алексеевский районный суд
- Быковский районный суд
- Волжский городской суд
- Ворошиловский районный суд г. Волгограда
- Городищенский районный суд
- Даниловский районный суд
- Дзержинский районный суд г. Волгограда
- Дубовский районный суд
- Еланский районный суд
- Жирновский районный суд
- Иловлинский районный суд (юрисдикция распространяется и на территорию Ольховского района)
- Калачёвский районный суд
- Камышинский городской суд
- Киквидзенский районный суд
- Кировский районный суд г. Волгограда
- Клетский районный суд
- Котельниковский районный суд
- Котовский районный суд
- Красноармейский районный суд г. Волгограда
- Краснооктябрьский районный суд г. Волгограда
- Краснослободский районный суд (создан Федеральным законом от 29 июля 1998 г. № 133-ФЗ) (упразднен Федеральным законом от 28 июня 2022 г. № 189-ФЗ)
- Кумылженский районный суд
- Ленинский районный суд
- Михайловский районный суд
- Нехаевский районный суд
- Николаевский районный суд
- Новоаннинский районный суд
- Новониколаевский районный суд
- Октябрьский районный суд
- Ольховский районный суд (упразднен Федеральным законом от 28 июня 2022 г. № 189-ФЗ)
- Палласовский районный суд
- Руднянский районный суд
- Светлоярский районный суд
- Серафимовичский районный суд
- Советский районный суд г. Волгограда
- Среднеахтубинский районный суд
- Старополтавский районный суд
- Суровикинский районный суд (юрисдикция распространяется и на территорию Чернышковского района)
- Тракторозаводский районный суд г. Волгограда
- Урюпинский городской суд
- Фроловский городской суд
- Центральный районный суд г. Волгограда
- Чернышковский районный суд (упразднен Федеральным законом от 28 июня 2022 г. № 189-ФЗ)

### Вологодская область
- Бабаевский районный суд
- Белозёрский районный суд
- Вашкинский районный суд
- Великоустюгский районный суд
- Верховажский районный суд
- Вожегодский районный суд
- Вологодский городской суд
- Вологодский районный суд
- Вытегорский районный суд
- Грязовецкий районный суд
- Кадуйский районный суд
- Кирилловский районный суд
- Кичменгско-Городецкий районный суд
- Междуреченский районный суд
- Никольский районный суд
- Нюксенский районный суд
- Сокольский районный суд
- Сямженский районный суд
- Тарногский районный суд
- Тотемский районный суд
- Устюженский районный суд
- Харовский районный суд
- Череповецкий городской суд
- Череповецкий районный суд
- Шекснинский районный суд

### Воронежская область
- Аннинский районный суд
- Бобровский районный суд
- Богучарский районный суд
- Борисоглебский городской суд
- Бутурлиновский районный суд
- Грибановский районный суд
- Железнодорожный районный суд г. Воронежа
- Калачеевский районный суд
- Кантемировский районный суд
- Каширский районный суд
- Коминтерновский районный суд г. Воронежа
- Левобережный районный суд г. Воронежа
- Ленинский районный суд г. Воронежа
- Лискинский районный суд
- Нижнедевицкий районный суд
- Нововоронежский городской суд
- Новоусманский районный суд
- Новохопёрский районный суд
- Острогожский районный суд
- Павловский районный суд
- Панинский районный суд[44]
- Поворинский районный суд
- Рамонский районный суд
- Россошанский районный суд
- Семилукский районный суд
- Советский районный суд г. Воронежа
- Таловский районный суд
- Хохольский районный суд
- Центральный районный суд г. Воронежа

### Запорожская область
Созданы Федеральным законом от 3 апреля 2023 г. № 87-ФЗ
- Бердянский межрайонный суд
- Васильевский межрайонный суд
- Мелитопольский межрайонный суд
- Пологовский межрайонный суд
- Энергодарский городской суд

### Ивановская область
- Вичугский городской суд
- Ивановский районный суд[45]
- Кинешемский городской суд[46]
- Комсомольский районный суд
- Ленинский районный суд г. Иваново
- Октябрьский районный суд г. Иваново
- Палехский районный суд[47]
- Приволжский районный суд
- Пучежский районный суд[48]
- Родниковский районный суд
- Советский районный суд г. Иваново
- Тейковский городской суд
- Фрунзенский районный суд г. Иваново
- Фурмановский городской суд
- Шуйский городской суд[49]

### Иркутская область[50]
- Аларский районный суд
- Ангарский городской суд
- Балаганский районный суд
- Баяндаевский районный суд
- Бодайбинский городской суд
- Боханский районный суд
- Братский городской суд
- Братский районный суд
- Жигаловский районный суд
- Заларинский районный суд
- Зиминский городской суд
- Иркутский районный суд
- Казачинско-Ленский районный суд
- Катангский районный суд
- Качугский районный суд
- Киренский районный суд
- Кировский районный суд г. Иркутска
- Куйбышевский районный суд г. Иркутска
- Куйтунский районный суд
- Ленинский районный суд г. Иркутска
- Мамско-Чуйский районный суд
- Нижнеилимский районный суд
- Нижнеудинский городской суд
- Нукутский районный суд
- Октябрьский районный суд г. Иркутска
- Ольхонский районный суд
- Осинский районный суд
- Падунский районный суд г. Братска
- Саянский городской суд
- Свердловский районный суд г. Иркутска
- Слюдянский районный суд
- Тайшетский городской суд
- Тулунский городской суд
- Усольский городской суд
- Усть-Илимский городской суд
- Усть-Кутский городской суд
- Усть-Удинский районный суд
- Черемховский городской суд
- Черемховский районный суд
- Чунский районный суд
- Шелеховский городской суд
- Эхирит-Булагатский районный суд

### Калининградская область
- Багратионовский районный суд
- Балтийский городской суд
- Гвардейский районный суд
- Гурьевский районный суд
- Гусевский городской суд
- Зеленоградский районный суд
- Краснознаменский районный суд
- Ленинградский районный суд г. Калининграда
- Московский районный суд г. Калининграда
- Неманский городской суд
- Нестеровский районный суд
- Озёрский районный суд
- Полесский районный суд
- Правдинский районный суд
- Светловский городской суд
- Светлогорский городской суд
- Славский районный суд
- Советский городской суд
- Центральный районный суд г. Калининграда
- Черняховский городской суд

### Калужская область
- Боровский районный суд
- Дзержинский районный суд
- Жуковский районный суд
- Калужский районный суд (создан Федеральным законом от 29 июля 1998 г. № 133-ФЗ)
- Кировский районный суд (создан Федеральным законом от 3 июня 2009 г. № 109-ФЗ)
- Козельский районный суд
- Людиновский районный суд (создан Федеральным законом от 3 июня 2009 г. № 109-ФЗ)
- Малоярославецкий районный суд
- Обнинский городской суд
- Сухиничский районный суд

### Кемеровская область
- Анжеро-Судженский городской суд
- Беловский городской суд
- Беловский районный суд
- Березовский городской суд
- Гурьевский городской суд
- Заводский районный суд г. Кемерово
- Заводской районный суд г. Новокузнецка
- Зенковский районный суд г. Прокопьевска
- Ижморский районный суд
- Калтанский районный суд (создан Федеральным законом от 29 июля 1998 г. № 133-ФЗ)
- Кемеровский районный суд
- Кировский районный суд г. Кемерово
- Киселёвский городской суд
- Крапивинский районный суд
- Кузнецкий районный суд г. Новокузнецка
- Куйбышевский районный суд г. Новокузнецка
- Ленинск-Кузнецкий городской суд
- Ленинск-Кузнецкий районный суд
- Ленинский районный суд г. Кемерово
- Мариинский городской суд
- Междуреченский городской суд
- Мысковский городской суд
- Новоильинский районный суд г. Новокузнецка (создан Федеральным законом от 11 марта 2003 г. № 33-ФЗ)
- Новокузнецкий районный суд
- Орджоникидзевский районный суд г. Новокузнецка
- Осинниковский городской суд
- Прокопьевский районный суд
- Промышленновский районный суд
- Рудничный районный суд г. Кемерово
- Рудничный районный суд г. Прокопьевска
- Тайгинский городской суд
- Таштагольский городской суд
- Тисульский районный суд
- Топкинский городской суд
- Тяжинский районный суд
- Центральный районный суд г. Кемерово
- Центральный районный суд г. Новокузнецка
- Центральный районный суд г. Прокопьевска
- Чебулинский районный суд
- Юргинский городской суд
- Яйский районный суд
- Яшкинский районный суд

### Кировская область
- Верхнекамский районный суд
- Вятскополянский районный суд
- Зуевский районный суд
- Кирово-Чепецкий районный суд
- Котельничский районный суд
- Куменский районный суд
- Ленинский районный суд г. Кирова
- Лузский районный суд
- Малмыжский районный суд
- Мурашинский районный суд
- Нововятский районный суд г. Кирова
- Нолинский районный суд
- Октябрьский районный суд г. Кирова
- Омутнинский районный суд
- Оричевский районный суд
- Первомайский районный суд г. Кирова
- Подосиновский районный суд
- Санчурский районный суд
- Слободской районный суд
- Советский районный суд
- Унинский районный суд
- Уржумский районный суд
- Шабалинский районный суд
- Юрьянский районный суд
- Яранский районный суд

### Костромская область
- Буйский районный суд (создан Федеральным законом от 29 июня 2009 г. № 138-ФЗ)
- Вохомский районный суд
- Галичский районный суд
- Димитровский районный суд
- Кологривский районный суд
- Костромской районный суд
- Красносельский районный суд
- Ленинский районный суд г. Костромы
- Макарьевский районный суд
- Мантуровский районный суд
- Нейский районный суд
- Нерехтский районный суд (создан Федеральным законом от 29 июня 2009 г. № 138-ФЗ)
- Островский районный суд
- Павинский районный суд
- Свердловский районный суд г. Костромы
- Чухломский районный суд

### Курганская область
- Альменевский районный суд
- Белозёрский районный суд
- Варгашинский районный суд
- Далматовский районный суд
- Звериноголовский районный суд
- Каргапольский районный суд
- Катайский районный суд
- Кетовский районный суд
- Курганский городской суд
- Куртамышский районный суд
- Лебяжьевский районный суд
- Макушинский районный суд
- Мишкинский районный суд
- Мокроусовский районный суд
- Петуховский районный суд
- Половинский районный суд
- Притобольный районный суд
- Сафакулевский районный суд
- Целинный районный суд
- Шадринский районный суд
- Шатровский районный суд
- Шумихинский районный суд
- Щучанский районный суд
- Юргамышский районный суд

### Курская область
- Беловский районный суд
- Большесолдатский районный суд
- Глушковский районный суд
- Горшеченский районный суд
- Дмитриевский районный суд
- Железногорский городской суд
- Золотухинский районный суд
- Касторенский районный суд
- Кировский районный суд г. Курска
- Конышевский районный суд
- Кореневский районный суд
- Курский районный суд
- Курчатовский городской суд
- Ленинский районный суд г. Курска
- Льговский районный суд
- Мантуровский районный суд
- Медвенский районный суд
- Обоянский районный суд
- Октябрьский районный суд
- Поныровский районный суд
- Пристенский районный суд
- Промышленный районный суд г. Курска
- Рыльский районный суд
- Советский районный суд
- Солнцевский районный суд
- Суджанский районный суд
- Тимский районный суд
- Фатежский районный суд
- Хомутовский районный суд
- Черемисиновский районный суд
- Щигровский районный суд

### Ленинградская область
- Бокситогорский городской суд
- Волосовский районный суд
- Волховский городской суд
- Всеволожский городской суд
- Выборгский городской суд
- Гатчинский городской суд
- Кингисеппский городской суд
- Киришский городской суд
- Кировский городской суд
- Лодейнопольский городской суд
- Ломоносовский районный суд
- Лужский городской суд
- Подпорожский городской суд
- Приозёрский городской суд
- Сланцевский городской суд
- Сосновоборский городской суд
- Тихвинский городской суд
- Тосненский городской суд

### Липецкая область
- Грязинский городской суд
- Данковский городской суд
- Добринский районный суд
- Елецкий городской суд
- Елецкий районный суд
- Задонский районный суд
- Лебедянский районный суд
- Левобережный районный суд г. Липецка
- Липецкий районный суд
- Октябрьский районный суд г. Липецка
- Правобережный районный суд г. Липецка
- Советский районный суд г. Липецка
- Становлянский районный суд
- Тербунский районный суд
- Усманский районный суд
- Чаплыгинский районный суд

### Магаданская область
- Магаданский городской суд
- Ольский районный суд
- Омсукчанский районный суд
- Северо-Эвенский районный суд
- Среднеканский районный суд
- Сусуманский районный суд
- Хасынский районный суд
- Ягоднинский районный суд

### Московская область
- Балашихинский городской суд
- Видновский городской суд
- Волоколамский городской суд (Юрисдикция, так же, распространяется на посёлки городского типа Лотошино и Шаховская[51])
- Воскресенский городской суд
- Дмитровский городской суд
- Долгопрудненский городской суд
- Домодедовский городской суд
- Дубненский городской суд
- Егорьевский городской суд
- Железнодорожный городской суд
- Жуковский городской суд
- Зарайский городской суд
- Звенигородский городской суд (упразднен Федеральным законом от 5 декабря 2022 г. № 486-ФЗ)
- Ивантеевский городской суд
- Истринский городской суд
- Каширский городской суд
- Клинский городской суд
- Коломенский городской суд
- Королёвский городской суд
- Красногорский городской суд
- Лобненский городской суд
- Луховицкий районный суд
- Лыткаринский городской суд
- Люберецкий городской суд
- Можайский городской суд
- Мытищинский городской суд
- Наро-Фоминский городской суд
- Ногинский городской суд
- Одинцовский городской суд
- Озёрский городской суд
- Орехово-Зуевский городской суд
- Павлово-Посадский городской суд
- Подольский городской суд
- Протвинский городской суд (упразднен Федеральным законом от 30 декабря 2021 г. № 455-ФЗ)
- Пушкинский городской суд
- Раменский городской суд
- Реутовский городской суд
- Рузский районный суд
- Сергиево-Посадский городской суд
- Серебряно-Прудский районный суд
- Серпуховский городской суд (юрисдикция, так же, распространяется на города Протвино и Пущино[52])
- Солнечногорский городской суд
- Ступинский городской суд
- Талдомский районный суд
- Химкинский городской суд
- Чеховский городской суд
- Шатурский городской суд
- Щёлковский городской суд
- Электростальский городской суд

### Мурманская область
- Апатитский городской суд
- Заозёрский городской суд
- Кандалакшский районный суд[53] (создан Федеральным законом от 27 июня 2011 г. № 154-ФЗ)
- Кировский городской суд
- Ковдорский районный суд
- Кольский районный суд
- Ленинский районный суд г. Мурманска
- Ловозёрский районный суд
- Мончегорский городской суд
- Октябрьский районный суд г. Мурманска
- Оленегорский городской суд
- Островной городской суд
- Первомайский районный суд г. Мурманска
- Печенгский районный суд
- Полярнозоринский районный суд (создан Федеральным законом от 29 июля 1998 г. № 133-ФЗ)
- Полярный районный суд[54] (создан Федеральным законом от 27 июня 2011 г. № 154-ФЗ)
- Североморский городской суд

### Нижегородская область
- Автозаводский районный суд г. Нижний Новгород
- Ардатовский районный суд
- Арзамасский городской суд
- Балахнинский городской суд
- Богородский городской суд
- Большеболдинский районный суд
- Большемурашкинский районный суд
- Борский городской суд
- Бутурлинский районный суд
- Вадский районный суд
- Варнавинский районный суд
- Вачский районный суд
- Ветлужский районный суд
- Вознесенский районный суд
- Володарский районный суд (создан Федеральным законом от 29 апреля 2002 г. № 45-ФЗ)
- Воротынский районный суд
- Воскресенский районный суд
- Выксунский городской суд
- Гагинский районный суд
- Городецкий городской суд
- Дальнеконстантиновский районный суд
- Дзержинский городской суд
- Дивеевский районный суд
- Канавинский районный суд г. Нижний Новгород
- Княгининский районный суд
- Ковернинский районный суд
- Краснобаковский районный суд
- Краснооктябрьский районный суд
- Кстовский городской суд
- Кулебакский городской суд
- Ленинский районный суд г. Нижний Новгород
- Лукояновский районный суд
- Лысковский районный суд
- Московский районный суд г. Нижний Новгород
- Навашинский районный суд
- Нижегородский районный суд г. Нижний Новгород
- Павловский городской суд
- Первомайский районный суд
- Перевозский районный суд
- Пильнинский районный суд
- Починковский районный суд
- Приокский районный суд г. Нижний Новгород
- Саровский городской суд
- Семёновский районный суд
- Сергачский районный суд
- Сеченовский районный суд
- Советский районный суд г. Нижний Новгород
- Сокольский районный суд
- Сормовский районный суд г. Нижний Новгород
- Сосновский районный суд
- Спасский районный суд
- Тонкинский районный суд
- Тоншаевский районный суд
- Уренский районный суд
- Чкаловский районный суд
- Шарангский районный суд
- Шатковский районный суд
- Шахунский районный суд

### Новгородская область
- Боровичский районный суд (создан Федеральным законом от 7 мая 2009 г. № 87-ФЗ)
- Валдайский районный суд
- Новгородский районный суд
- Окуловский районный суд
- Пестовский районный суд
- Солецкий районный суд
- Старорусский районный суд (создан Федеральным законом от 7 мая 2009 г. № 87-ФЗ)
- Чудовский районный суд

### Новосибирская область
- Барабинский районный суд
- Бердский городской суд
- Болотнинский районный суд
- Венгеровский районный суд
- Дзержинский районный суд г. Новосибирска
- Доволенский районный суд
- Железнодорожный районный суд г. Новосибирска
- Заельцовский районный суд г. Новосибирска
- Искитимский районный суд
- Калининский районный суд г. Новосибирска
- Карасукский районный суд
- Кировский районный суд г. Новосибирска
- Колыванский районный суд
- Коченевский районный суд
- Краснозёрский районный суд
- Куйбышевский районный суд
- Купинский районный суд
- Ленинский районный суд г. Новосибирска
- Мошковский районный суд
- Новосибирский районный суд
- Обской городской суд
- Октябрьский районный суд г. Новосибирска
- Ордынский районный суд
- Первомайский районный суд г. Новосибирска
- Советский районный суд г. Новосибирска
- Сузунский районный суд
- Татарский районный суд
- Тогучинский районный суд
- Центральный районный суд г. Новосибирска
- Чановский районный суд
- Черепановский районный суд
- Чулымский районный суд

### Омская область
- Азовский районный суд
- Большереченский районный суд
- Большеуковский районный суд
- Горьковский районный суд
- Знаменский районный суд
- Исилькульский городской суд
- Калачинский городской суд
- Кировский районный суд г. Омска
- Колосовский районный суд
- Кормиловский районный суд
- Крутинский районный суд
- Куйбышевский районный суд г. Омска
- Ленинский районный суд г. Омска
- Любинский районный суд
- Марьяновский районный суд
- Москаленский районный суд
- Муромцевский районный суд
- Называевский городской суд
- Нижнеомский районный суд
- Нововаршавский районный суд
- Одесский районный суд
- Оконешниковский районный суд
- Октябрьский районный суд г. Омска
- Омский районный суд
- Павлоградский районный суд
- Первомайский районный суд г. Омска
- Полтавский районный суд
- Русско-Полянский районный суд
- Саргатский районный суд
- Седельниковский районный суд
- Советский районный суд г. Омска
- Таврический районный суд
- Тарский городской суд
- Тевризский районный суд
- Тюкалинский городской суд
- Усть-Ишимский районный суд
- Центральный районный суд г. Омска
- Черлакский районный суд
- Шербакульский районный суд

### Оренбургская область
- Абдулинский районный суд
- Адамовский районный суд
- Акбулакский районный суд
- Александровский районный суд
- Беляевский районный суд
- Бугурусланский районный суд (создан Федеральным законом от 25 ноября 2009 г. № 277-ФЗ)
- Бузулукский районный суд (создан Федеральным законом от 25 ноября 2009 г. № 277-ФЗ)
- Гайский городской суд
- Дзержинский районный суд г. Оренбурга
- Домбаровский районный суд
- Илекский районный суд
- Кваркенский районный суд
- Красногвардейский районный суд
- Кувандыкский районный суд
- Ленинский районный суд г. Оренбурга
- Ленинский районный суд г. Орска
- Медногорский городской суд
- Новоорский районный суд
- Новосергиевский районный суд
- Новотроицкий городской суд
- Октябрьский районный суд г. Орска
- Оренбургский районный суд
- Первомайский районный суд
- Переволоцкий районный суд
- Пономарёвский районный суд
- Промышленный районный суд г. Оренбурга
- Сакмарский районный суд
- Саракташский районный суд
- Советский районный суд г. Орска
- Соль-Илецкий районный суд
- Сорочинский районный суд
- Ташлинский районный суд
- Тоцкий районный суд
- Тюльганский районный суд
- Центральный районный суд г. Оренбурга
- Шарлыкский районный суд
- Ясненский районный суд (создан Федеральным законом от 25 ноября 2009 г. № 277-ФЗ)

### Орловская область
- Болховский районный суд
- Верховский районный суд
- Глазуновский районный суд
- Дмитровский районный суд
- Железнодорожный районный суд г. Орла
- Заводской районный суд г. Орла
- Залегощенский районный суд
- Колпнянский районный суд
- Кромской районный суд
- Ливенский районный суд
- Малоархангельский районный суд
- Мценский районный суд
- Новодеревеньковский районный суд
- Новосильский районный суд
- Орловский районный суд
- Покровский районный суд
- Свердловский районный суд
- Северный районный суд г. Орла (создан Федеральным законом от 4 октября 2003 г. № 130-ФЗ)
- Советский районный суд г. Орла
- Урицкий районный суд
- Хотынецкий районный суд

### Пензенская область
- Башмаковский районный суд
- Бековский районный суд
- Белинский районный суд
- Бессоновский районный суд
- Вадинский районный суд
- Городищенский районный суд
- Железнодорожный районный суд г. Пензы
- Зареченский городской суд
- Земетчинский районный суд
- Иссинский районный суд
- Каменский городской суд
- Колышлейский районный суд
- Кузнецкий районный суд
- Ленинский районный суд г. Пензы
- Лопатинский районный суд[55]
- Лунинский районный суд
- Малосердобинский районный суд
- Мокшанский районный суд
- Наровчатский районный суд
- Неверкинский районный суд
- Нижнеломовский районный суд
- Никольский районный суд
- Октябрьский районный суд г. Пензы
- Пачелмский районный суд
- Пензенский районный суд
- Первомайский районный суд г. Пензы
- Сердобский городской суд
- Сосновоборский районный суд
- Спасский районный суд (создан Федеральным законом от 14 февраля 2008 г. № 6-ФЗ)
- Тамалинский районный суд
- Шемышейский районный суд

### Псковская область
- Бежаницкий районный суд[56]
- Великолукский городской суд
- Великолукский районный суд[57]
- Гдовский районный суд
- Дедовичский районный суд
- Дновский районный суд
- Невельский районный суд
- Новосокольнический районный суд
- Опочецкий районный суд
- Островский городской суд
- Печорский районный суд[58]
- Порховский районный суд
- Псковский городской суд
- Псковский районный суд
- Пушкиногорский районный суд[59]
- Пыталовский районный суд
- Себежский районный суд
- Стругокрасненский районный суд[60]

### Ростовская область
- Азовский городской суд
- Аксайский районный суд
- Багаевский районный суд
- Батайский городской суд
- Белокалитвинский городской суд
- Волгодонской районный суд (создан Федеральным законом от 19 июля 2007 г. № 145-ФЗ)
- Ворошиловский районный суд г. Ростова-на-Дону
- Гуковский городской суд
- Донецкий городской суд
- Егорлыкский районный суд (юрисдикция распространяется и на территорию Целинского района)
- Железнодорожный районный суд г. Ростова-на-Дону
- Зерноградский районный суд
- Зимовниковский районный суд
- Каменский районный суд
- Кировский районный суд г. Ростова-на-Дону
- Красносулинский районный суд (создан Федеральным законом от 14 февраля 2009 г. № 24-ФЗ)
- Ленинский районный суд г. Ростова-на-Дону
- Мартыновский районный суд (упразднен Федеральным законом от 10 июля 2023 г. № 311-ФЗ)
- Матвеево-Курганский районный суд
- Миллеровский районный суд (создан Федеральным законом от 19 июля 2007 г. № 145-ФЗ)[61]
- Морозовский районный суд
- Мясниковский районный суд
- Неклиновский районный суд
- Новочеркасский городской суд
- Новошахтинский районный суд (создан Федеральным законом от 19 июля 2007 г. № 145-ФЗ)
- Обливский районный суд
- Октябрьский районный суд
- Октябрьский районный суд г. Ростова-на-Дону
- Орловский районный суд (упразднен Федеральным законом от 10 июля 2023 г. № 311-ФЗ)
- Первомайский районный суд г. Ростова-на-Дону
- Песчанокопский районный суд (упразднен Федеральным законом от 10 июля 2023 г. № 311-ФЗ)
- Пролетарский районный суд (юрисдикция распространяется и на территорию Орловского района)
- Пролетарский районный суд г. Ростова-на-Дону
- Ремонтненский районный суд
- Сальский городской суд  (упразднен Федеральным законом от 10 июля 2023 г. № 311-ФЗ)
- Сальский районный суд (создан Федеральным законом от 10 июля 2023 г. № 311-ФЗ) (юрисдикция распространяется и на территорию Песчанокопского района)
- Семикаракорский районный суд (юрисдикция распространяется и на территорию Мартыновского района)
- Советский районный суд г. Ростова-на-Дону
- Таганрогский городской суд
- Тацинский районный суд
- Усть-Донецкий районный суд
- Целинский районный суд  (упразднен Федеральным законом от 10 июля 2023 г. № 311-ФЗ)
- Цимлянский районный суд
- Чертковский районный суд
- Шахтинский городской суд
- Шолоховский районный суд

### Рязанская область
- Железнодорожный районный суд г. Рязани
- Захаровский районный суд
- Кадомский районный суд
- Касимовский районный суд
- Клепиковский районный суд
- Кораблинский районный суд
- Милославский районный суд
- Михайловский районный суд
- Московский районный суд г. Рязани
- Октябрьский районный суд г. Рязани
- Пронский районный суд
- Рыбновский районный суд
- Ряжский районный суд[62]
- Рязанский районный суд
- Сапожковский районный суд
- Сараевский районный суд
- Сасовский районный суд
- Скопинский районный суд
- Советский районный суд г. Рязани
- Спасский районный суд
- Старожиловский районный суд
- Ухоловский районный суд
- Шацкий районный суд
- Шиловский районный суд

### Самарская область
- Автозаводский районный суд г. Тольятти
- Безенчукский районный суд
- Богатовский районный суд
- Большеглушицкий районный суд
- Волжский районный суд
- Железнодорожный районный суд г. Самары
- Жигулёвский городской суд
- Исаклинский районный суд
- Кинель-Черкасский районный суд
- Кинельский районный суд
- Кировский районный суд г. Самары
- Клявлинский районный суд
- Комсомольский районный суд г. Тольятти
- Кошкинский районный суд
- Красноармейский районный суд
- Красноглинский районный суд г. Самары
- Красноярский районный суд
- Куйбышевский районный суд г. Самары
- Ленинский районный суд г. Самары
- Нефтегорский районный суд
- Новокуйбышевский городской суд
- Октябрьский городской суд
- Октябрьский районный суд г. Самары
- Отрадненский городской суд
- Похвистневский районный суд
- Приволжский районный суд
- Промышленный районный суд г. Самары
- Самарский районный суд г. Самары
- Сергиевский районный суд
- Советский районный суд г. Самары
- Ставропольский районный суд
- Сызранский городской суд
- Сызранский районный суд
- Центральный районный суд г. Тольятти
- Чапаевский городской суд
- Шигонский районный суд

### Саратовская область
- Аркадакский районный суд
- Аткарский городской суд
- Базарно-Карабулакский районный суд
- Балаковский районный суд
- Балашовский районный суд
- Волжский районный суд г. Саратова
- Вольский районный суд (создан Федеральным законом от 19 июля 2007 г. № 144-ФЗ)
- Ершовский районный суд
- Заводской районный суд г. Саратова
- Калининский районный суд
- Кировский районный суд г. Саратова
- Красноармейский городской суд
- Краснокутский районный суд
- Ленинский районный суд г. Саратова
- Марксовский городской суд
- Новоузенский районный суд
- Октябрьский районный суд г. Саратова
- Петровский городской суд
- Пугачёвский районный суд (создан Федеральным законом от 19 июля 2007 г. № 144-ФЗ)
- Ртищевский районный суд (создан Федеральным законом от 19 июля 2007 г. № 144-ФЗ)
- Саратовский районный суд
- Советский районный суд
- Татищевский районный суд
- Турковский районный суд (упразднён Федеральным законом от 19 июля 2007 г. № 144-ФЗ)
- Фёдоровский районный суд (упразднён Федеральным законом от 19 июля 2007 г. № 144-ФЗ)
- Фрунзенский районный суд г. Саратова
- Шиханский районный суд (создан Федеральным законом от 29 июля 1998 г. № 133-ФЗ; упразднён Федеральным законом от 19 июля 2007 г. № 144-ФЗ)
- Энгельсский районный суд

### Сахалинская область
- Александровск-Сахалинский городской суд
- Анивский районный суд
- Долинский городской суд
- Корсаковский городской суд
- Курильский районный суд
- Макаровский районный суд
- Невельский городской суд
- Ногликский районный суд
- Охинский городской суд
- Поронайский городской суд
- Северо-Курильский районный суд
- Смирныховский районный суд
- Томаринский районный суд
- Тымовский районный суд
- Углегорский городской суд
- Холмский городской суд
- Южно-Курильский районный суд
- Южно-Сахалинский городской суд

### Свердловская область
- Алапаевский городской суд
- Артёмовский городской суд
- Артинский районный суд
- Асбестовский городской суд
- Байкаловский районный суд
- Белоярский районный суд
- Березовский городской суд
- Богдановичский городской суд
- Верх-Исетский районный суд г. Екатеринбурга
- Верхнепышминский городской суд
- Верхнесалдинский районный суд (создан Федеральным законом от 15 февраля 2016 г. № 9-ФЗ)
- Верхотурский районный суд
- Городской суд г. Лесного
- Дзержинский районный суд г. Нижнего Тагила
- Железнодорожный районный суд г. Екатеринбурга
- Заречный районный суд (создан Федеральным законом от 29 апреля 2002 г. № 46-ФЗ)
- Ивдельский городской суд
- Ирбитский районный суд
- Каменский районный суд
- Камышловский районный суд (создан Федеральным законом от 15 февраля 2016 г. № 9-ФЗ)[63]
- Карпинский городской суд
- Качканарский городской суд
- Кировградский городской суд
- Кировский районный суд г. Екатеринбурга
- Красногорский районный суд г. Каменск-Уральского
- Краснотурьинский городской суд
- Красноуральский городской суд
- Красноуфимский районный суд (создан Федеральным законом от 15 февраля 2016 г. № 9-ФЗ)[64]
- Кушвинский городской суд
- Ленинский районный суд г. Екатеринбурга
- Ленинский районный суд г. Нижнего Тагила
- Невьянский городской суд
- Нижнесергинский районный суд
- Нижнетуринский городской суд
- Новолялинский районный суд
- Новоуральский городской суд
- Октябрьский районный суд г. Екатеринбурга
- Орджоникидзевский районный суд г. Екатеринбурга
- Первоуральский городской суд
- Полевской городской суд
- Пригородный районный суд
- Ревдинский городской суд
- Режевской городской суд
- Североуральский городской суд
- Серовский районный суд (создан Федеральным законом от 3 декабря 2008 г. № 243-ФЗ)
- Синарский районный суд г. Каменск-Уральского
- Слободо-Туринский районный суд
- Сухоложский городской суд
- Сысертский районный суд
- Тавдинский районный суд (создан Федеральным законом от 3 декабря 2008 г. № 243-ФЗ)
- Тагилстроевский районный суд г. Нижнего Тагила
- Талицкий районный суд
- Тугулымский районный суд
- Туринский районный суд
- Чкаловский районный суд г. Екатеринбурга
- Шалинский районный суд

### Смоленская область
- Велижский районный суд
- Вяземский районный суд (создан Федеральным законом от 9 марта 2010 г. № 23-ФЗ)
- Гагаринский районный суд (создан Федеральным законом от 9 марта 2010 г. № 23-ФЗ)
- Демидовский районный суд
- Десногорский городской суд
- Дорогобужский районный суд
- Духовщинский районный суд
- Ельнинский районный суд
- Заднепровский районный суд г. Смоленска
- Краснинский районный суд
- Ленинский районный суд г. Смоленска
- Монастырщинский районный суд
- Починковский районный суд
- Промышленный районный суд г. Смоленска
- Рославльский городской суд
- Руднянский районный суд
- Сафоновский районный суд (создан Федеральным законом от 9 марта 2010 г. № 23-ФЗ)
- Смоленский районный суд
- Сычёвский районный суд
- Шумячский районный суд
- Ярцевский городской суд

### Тамбовская область
- Бондарский районный суд
- Гавриловский районный суд
- Жердевский районный суд
- Знаменский районный суд
- Инжавинский районный суд
- Кирсановский районный суд
- Котовский городской суд
- Ленинский районный суд г. Тамбова
- Мичуринский городской суд
- Мичуринский районный суд
- Мордовский районный суд
- Моршанский районный суд
- Мучкапский районный суд
- Никифоровский районный суд
- Октябрьский районный суд г. Тамбова
- Первомайский районный суд
- Петровский районный суд
- Пичаевский районный суд
- Рассказовский районный суд
- Ржаксинский районный суд
- Сампурский районный суд
- Советский районный суд г. Тамбова
- Сосновский районный суд
- Староюрьевский районный суд
- Тамбовский районный суд
- Токарёвский районный суд
- Уваровский районный суд
- Уметский районный суд

### Тверская область
- Бежецкий межрайонный суд[65]
- Вышневолоцкий межрайонный суд[66]
- Западнодвинский межрайонный суд[67]
- Кашинский межрайонный суд[68]
- Максатихинский межрайонный суд[69]
- Нелидовский межрайонный суд[70]
- Осташковский межрайонный суд[71]
- Торжокский межрайонный суд[72]
- Бологовский городской суд
- Заволжский районный суд г. Твери
- Зубцовский районный суд
- Калининский районный суд
- Калязинский районный суд
- Кимрский городской суд
- Конаковский городской суд
- Лихославльский районный суд
- Московский районный суд г. Твери
- Пролетарский районный суд г. Твери
- Рамешковский районный суд
- Ржевский городской суд
- Старицкий районный суд
- Торопецкий районный суд
- Удомельский городской суд
- Центральный районный суд г. Твери

### Томская область
- Александровский районный суд
- Асиновский городской суд
- Бакчарский районный суд
- Верхнекетский районный суд
- Зырянский районный суд
- Каргасокский районный суд
- Кедровский городской суд
- Кировский районный суд г. Томска
- Кожевниковский районный суд
- Колпашевский городской суд
- Кривошеинский районный суд
- Ленинский районный суд г. Томска
- Молчановский районный суд
- Октябрьский районный суд г. Томска
- Парабельский районный суд
- Первомайский районный суд
- Северский городской суд
- Советский районный суд г. Томска
- Стрежевской городской суд
- Тегульдетский районный суд
- Томский районный суд
- Чаинский районный суд
- Шегарский районный суд

### Тульская область
- Алексинский городской суд
- Белевский районный суд
- Богородицкий районный суд
- Веневский районный суд
- Донской городской суд
- Ефремовский районный суд
- Заокский районный суд
- Зареченский районный суд г. Тулы
- Кимовский городской суд
- Киреевский районный суд
- Ленинский районный суд
- Новомосковский городской суд
- Одоевский районный суд
- Плавский районный суд
- Привокзальный районный суд г. Тулы
- Пролетарский районный суд г. Тулы
- Советский районный суд г. Тулы
- Суворовский районный суд
- Узловский городской суд
- Центральный районный суд г. Тулы
- Чернский районный суд
- Щёкинский районный суд
- Ясногорский районный суд

### Тюменская область
- Абатский районный суд
- Армизонский районный суд
- Бердюжский районный суд
- Вагайский районный суд
- Викуловский районный суд
- Голышмановский районный суд
- Заводоуковский районный суд
- Исетский районный суд
- Ишимский городской суд
- Ишимский районный суд
- Казанский районный суд
- Калининский районный суд г. Тюмени
- Ленинский районный суд г. Тюмени
- Нижнетавдинский районный суд
- Омутинский районный суд
- Сладковский районный суд
- Сорокинский районный суд
- Тобольский городской суд
- Тобольский районный суд
- Тюменский районный суд
- Уватский районный суд
- Центральный районный суд г. Тюмени
- Ялуторовский районный суд
- Ярковский районный суд

### Ульяновская область
- Барышский городской суд
- Димитровградский городской суд
- Железнодорожный районный суд г. Ульяновска
- Заволжский районный суд г. Ульяновска
- Засвияжский районный суд г. Ульяновска
- Инзенский районный суд
- Карсунский районный суд
- Ленинский районный суд г. Ульяновска
- Майнский районный суд
- Мелекесский районный суд
- Николаевский районный суд
- Новоспасский районный суд
- Радищевский районный суд
- Сенгилеевский районный суд
- Ульяновский районный суд
- Чердаклинский районный суд

### Херсонская область
Созданы Федеральным законом от 3 апреля 2023 г. № 88-ФЗ
- Алешкинский районный суд
- Белозерский районный суд
- Бериславский районный суд
- Великоалександровский межрайонный суд
- Великолепетихский межрайонный суд
- Генический районный суд
- Голопристанский районный суд
- Каховский районный суд
- Новокаховский городской суд
- Новотроицкий межрайонный суд
- Скадовский районный суд
- Херсонский городской суд
- Чаплынский межрайонный суд

### Челябинская область
- Агаповский районный суд (юрисдикция распространяется и на территорию Кизильского района)
- Аргаяшский районный суд
- Ашинский городской суд
- Брединский районный суд
- Варненский районный суд
- Верхнеуральский районный суд
- Верхнеуфалейский городской суд (юрисдикция распространяется и на территорию Нязепетровского района)
- Еманжелинский городской суд
- Еткульский районный суд
- Златоустовский городской суд
- Калининский районный суд г. Челябинска
- Карабашский городской суд (упразднен Федеральным законом от 5 апреля 2021 г. 61-ФЗ)
- Карталинский городской суд
- Каслинский городской суд
- Катав-Ивановский городской суд
- Кизильский районный суд (упразднен Федеральным законом от 5 апреля 2021 г. 61-ФЗ)
- Копейский городской суд
- Коркинский городской суд
- Красноармейский районный суд
- Кунашакский районный суд
- Курчатовский районный суд г. Челябинска
- Кусинский районный суд
- Кыштымский городской суд (юрисдикция распространяется и на территорию города Карабаша)
- Ленинский районный суд г. Магнитогорска
- Ленинский районный суд г. Челябинска
- Металлургический районный суд г. Челябинска
- Миасский городской суд
- Нагайбакский районный суд
- Нязепетровский районный суд (упразднен Федеральным законом от 5 апреля 2021 г. 61-ФЗ)
- Озёрский городской суд
- Октябрьский районный суд
- Орджоникидзевский районный суд г. Магнитогорска
- Пластский городской суд
- Правобережный районный суд г. Магнитогорска
- Саткинский городской суд
- Снежинский городской суд
- Советский районный суд г. Челябинска
- Сосновский районный суд
- Тракторозаводский районный суд г. Челябинска
- Трёхгорный городской суд
- Троицкий городской суд
- Троицкий районный суд
- Увельский районный суд
- Уйский районный суд
- Усть-Катавский городской суд
- Центральный районный суд г. Челябинска
- Чебаркульский городской суд
- Чесменский районный суд
- Южноуральский городской суд

### Ярославская область
- Большесельский районный суд
- Борисоглебский районный суд
- Брейтовский районный суд
- Гаврилов-Ямский районный суд
- Даниловский районный суд
- Дзержинский районный суд г. Ярославля
- Заволжский районный суд г. Ярославля
- Кировский районный суд г. Ярославля
- Красноперекопский районный суд г. Ярославля
- Ленинский районный суд г. Ярославля
- Любимский районный суд
- Мышкинский районный суд
- Некоузский районный суд
- Некрасовский районный суд
- Первомайский районный суд
- Переславский районный суд
- Пошехонский районный суд
- Ростовский районный суд
- Рыбинский городской суд
- Рыбинский районный суд
- Тутаевский городской суд
- Угличский районный суд
- Фрунзенский районный суд г. Ярославля
- Ярославский районный суд

### ГородМосква
Созданы Федеральным законом от 2 июля 2003 г. № 88-ФЗ
- Бабушкинский районный суд
- Басманный районный суд
- Бутырский районный суд
- Гагаринский районный суд
- Головинский районный суд
- Дорогомиловский районный суд
- Замоскворецкий районный суд
- Зеленоградский районный суд
- Зюзинский районный суд
- Измайловский районный суд
- Коптевский районный суд
- Кузьминский районный суд
- Кунцевский районный суд
- Лефортовский районный суд
- Люблинский районный суд
- Мещанский районный суд
- Нагатинский районный суд
- Никулинский районный суд
- Останкинский районный суд
- Перовский районный суд
- Преображенский районный суд
- Пресненский районный суд
- Савёловский районный суд
- Симоновский районный суд
- Солнцевский районный суд
- Таганский районный суд
- Тверской районный суд
- Тимирязевский районный суд
- Тушинский районный суд
- Хамовнический районный суд
- Хорошевский районный суд
- Черёмушкинский районный суд
- Чертановский районный суд

### ГородСанкт-Петербург
- Василеостровский районный суд
- Выборгский районный суд
- Дзержинский районный суд
- Зеленогорский районный суд
- Калининский районный суд
- Кировский районный суд
- Колпинский районный суд
- Красногвардейский районный суд
- Красносельский районный суд
- Кронштадтский районный суд
- Куйбышевский районный суд
- Ленинский районный суд
- Московский районный суд
- Невский районный суд
- Октябрьский районный суд
- Петроградский районный суд
- Петродворцовый районный суд
- Приморский районный суд
- Пушкинский районный суд
- Сестрорецкий районный суд
- Смольнинский районный суд
- Фрунзенский районный суд

### ГородСевастополь
Созданы Федеральным законом от 23 июня 2014 г. № 154-ФЗ
- Балаклавский районный суд города Севастополя
- Гагаринский районный суд города Севастополя
- Ленинский районный суд города Севастополя
- Нахимовский районный суд города Севастополя

### Еврейская автономная область
- Биробиджанский районный суд
- Ленинский районный суд
- Облученский районный суд
- Смидовичский районный суд

### Ненецкий автономный округ
- Нарьян-Марский городской суд

### Ханты-Мансийский автономный округ — Югра[73]
- Белоярский городской суд
- Березовский районный суд
- Когалымский городской суд
- Кондинский районный суд
- Лангепасский городской суд
- Мегионский городской суд
- Нефтеюганский районный суд
- Нижневартовский городской суд
- Нижневартовский районный суд
- Няганский городской суд
- Октябрьский районный суд
- Пыть-Яхский городской суд
- Радужнинский городской суд
- Советский районный суд
- Сургутский городской суд
- Сургутский районный суд
- Урайский городской суд
- Ханты-Мансийский районный суд
- Югорский районный суд (создан Федеральным законом от 16 апреля 2001 г. № 37-ФЗ)

### Чукотский автономный округ
- Анадырский городской суд[74]
- Анадырский районный суд
- Билибинский районный суд
- Иультинский районный суд[75]
- Провиденский районный суд
- Чаунский районный суд
- Чукотский районный суд

### Ямало-Ненецкий автономный округ
- Губкинский районный суд (создан Федеральным законом от 29 июля 1998 г. № 133-ФЗ)
- Красноселькупский районный суд
- Лабытнангский городской суд
- Муравленковский городской суд
- Надымский городской суд
- Новоуренгойский городской суд
- Ноябрьский городской суд
- Приуральский районный суд
- Пуровский районный суд
- Салехардский городской суд
- Тазовский районный суд
- Шурышкарский районный суд
- Ямальский районный суд